# Gouvernement Amadou II
Pour les autres gouvernements de Hama Amadou, voir Gouvernement Hama Amadou.
Ve République
Hama Amadou I Hama Amadou III
Le second gouvernement Hama Amadou est le gouvernement de la République du Niger nommé le 5 janvier 2000. Il prendra fin le 17 septembre 2001.

## Composition
- Premier ministre : Hama Amadou

- Ministre du développement agricole : Wassalké Boukary
- Ministre de l'équipement, de l'habitat et de  l'Aménagement du territoire : Abdou Labo
- Ministre de la défense nationale : Sabiou Daddy Gaoh
- Ministre de la justice, Garde des Sceaux, chargé des relations avec le Parlement : Maty E. Moussa
- Ministre du développement social, de la population, de la promotion de la femme et de la protection de l'enfant : Aichatou Foumakoye
- Ministre de l'intérieur et de la décentralisation : Laoualy Amadou
- Ministre des affaires étrangères, de la coopération et de l'intégration africaine :  Aïchatou Mindaoudou
- Ministre des finances et de l'économie : Ali Badjo Gamatié
- Ministre des transports et de la communication : Mamane Sani Mallam Mahamane
- Ministre des sports et de la culture : Issa Lamine
- Ministre de la privatisation et de la restructuration des entreprises : Trapsida Fatima
- Ministre de la jeunesse et de l'insertion professionnelle : Hassane Souley Bonto
- Ministre du tourisme et de l'artisanat : Rhissa Ag Boula
- Ministre des mines et de l'énergie : Tamponé Ibrahim
- Ministre de la santé publique et lutte contre les endémies : Ibrahim Koma
- Ministre de l'hydraulique, de l'environnement et de la lutte contre la désertification : Adamou Namata
- Ministre de la fonction publique et du travail, porte-parole du gouvernement : Moussa Seybou Kassey
- Ministre de l'enseignement secondaire et supérieur, de la recherche et de la technologie : Salla Habi Salissou
- Ministre de l'éducation de base : Ary Ibrahim
- Ministre des ressources animales : Koroney Maoudé

## Secrétaires d’État
- Secrétaire d'État aux réformes économiques : Hamida Arzake
- Secrétaire d'État aux endémies : Abdoulwahid Halimatou Ousseini